# Gilberto Reis
Gilberto Reis (18 aprile 1986) è un ex calciatore capoverdiano, di ruolo difensore.

## Carriera

### Club
Ha sempre giocato nel campionato svizzero, principalmente tra la seconda e la quarta divisione.

### Nazionale
Nel 2008 ha giocato cinque partite con la nazionale capoverdiana.

## Statistiche

### Cronologia presenze e reti in nazionale
| Cronologia completa delle presenze e delle reti in nazionale ― Capo Verde | Cronologia completa delle presenze e delle reti in nazionale ― Capo Verde | Cronologia completa delle presenze e delle reti in nazionale ― Capo Verde | Cronologia completa delle presenze e delle reti in nazionale ― Capo Verde | Cronologia completa delle presenze e delle reti in nazionale ― Capo Verde | Cronologia completa delle presenze e delle reti in nazionale ― Capo Verde | Cronologia completa delle presenze e delle reti in nazionale ― Capo Verde | Cronologia completa delle presenze e delle reti in nazionale ― Capo Verde |
| Data                                                                      | Città                                                                     | In casa                                                                   | Risultato                                                                 | Ospiti                                                                    | Competizione                                                              | Reti                                                                      | Note                                                                      |
| ------------------------------------------------------------------------- | ------------------------------------------------------------------------- | ------------------------------------------------------------------------- | ------------------------------------------------------------------------- | ------------------------------------------------------------------------- | ------------------------------------------------------------------------- | ------------------------------------------------------------------------- | ------------------------------------------------------------------------- |
| 27-5-2008                                                                 | Lussemburgo                                                               | Lussemburgo                                                               | 1 – 1                                                                     | Capo Verde                                                                | Amichevole                                                                | -                                                                         |                                                                           |
| 31-5-2008                                                                 | Yaoundé                                                                   | Camerun                                                                   | 2 – 0                                                                     | Capo Verde                                                                | Qual. Mondiali 2010                                                       | -                                                                         |                                                                           |
| 7-6-2008                                                                  | Praia                                                                     | Capo Verde                                                                | 1 – 0                                                                     | Tanzania                                                                  | Qual. Mondiali 2010                                                       | -                                                                         |                                                                           |
| 15-6-2008                                                                 | Curepipe                                                                  | Mauritius                                                                 | 0 – 1                                                                     | Capo Verde                                                                | Qual. Mondiali 2010                                                       | -                                                                         | 17’                                                                       |
| 22-6-2008                                                                 | Praia                                                                     | Capo Verde                                                                | 3 – 1                                                                     | Mauritius                                                                 | Qual. Mondiali 2010                                                       | -                                                                         |                                                                           |
| Totale                                                                    |                                                                           | Presenze                                                                  | 5                                                                         |                                                                           | Reti                                                                      | 0                                                                         |                                                                           |